# Nigitsu Maru
El Nigitsu Maru fue un portaaviones de escolta operado por el Ejército Imperial Japonés. Junto a su gemelo Akitsu Maru pueden ser considerados los primeros equivalentes a los actuales buques de asalto anfibio, dada su capacidad de transportar tanto aviones como hasta 20 lanchas de desembarco.

## Construcción
Originalmente se trataba de un buque de pasajeros, pero tras ser requisado por el Ejército antes de su conclusión, experimentó una serie de modificaciones. Se le añadió una cubierta de vuelo, dotada de un ascensor sobre la cubierta principal. Dada la inexistencia de hangar, los aviones eran almacenados bajo la cubierta de vuelo. Al no contar con un sistema de retención, los aparatos podían despegar normalmente, pero no volver al portaaviones, lo que limitaba su operatividad. No se trataba de un simple transporte de aviones, dado que éstos podían ser desplegados desde el mismo buque, pero la imposibilidad de recuperarlos limitaba su cometido a proveer de apoyo aéreo a operaciones de desembarco, forzando a los pilotos a tomar tierra en un aeródromo capturado o a abandonar sus aparatos. Sin embargo, sí podía operar normalmente con autogiros.

## Historial operativo
El 11 de enero de 1944 fue localizado por el submarino estadounidense Hake (SS-256), y tras un acecho que duró todo un día, lo torpedeó y hundió a 300 millas náuticas al SE de Okinawa, en la posición 23°15′N 133°49′E / 23.250, 133.817. Los supervivientes fueron recogidos por el destructor Amagiri.